# Brombach (Mümling)
Die Brombach ist ein gut sechs Kilometer langer linker Nebenfluss der Mümling im Odenwald, in dessen Einzugsgebiet die meisten Ortsteile der Gemeinde Brombachtal liegen. 

## Geographie

### Verlauf
Die Brombach entspringt mit mehreren Quellbächen am Osthang der Spreng, einem verkehrsgünstigen Übergang vom Mümling- ins Gersprenztal, der von der Bundesstraße 47, der Nibelungenstraße, genutzt wird. 
Von hier fließt die Brombach in östlicher Richtung durch ein weites, landwirtschaftlich genutztes Tal nach Langenbrombach und nimmt in der Ortslage von links die einzigen nennenswerten Zuflüsse auf, der Hembach, die vom gleichnamigen Ort herkommt, und der Dorfbach, der zuvor durch Kirchbrombach fließt. Hinter Langenbrombach verengt sich das Tal zwischen dicht bewaldeten Talhängen und die Bach strebt mit starkem Gefälle der Mümlingniederung bei Zell im Odenwald zu. 
Die Einmündung in die Mümling liegt wenige Meter oberhalb der Brücke der Kreisstraße 91, die das Mümlingtal quert, um Zell mit der Bundesstraße 45 zu verbinden.

### Zuflüsse
Zuflüsse von der Quelle zur Mündung.
- Hembach, von links in Langenbrombach, 2,5 km
- Dorfbach, von links in Langenbrombach, 2,7 km

### Flusssystem Mümling
- Liste der Fließgewässer im Flusssystem Mümling